# Beukenhorst (Vught)

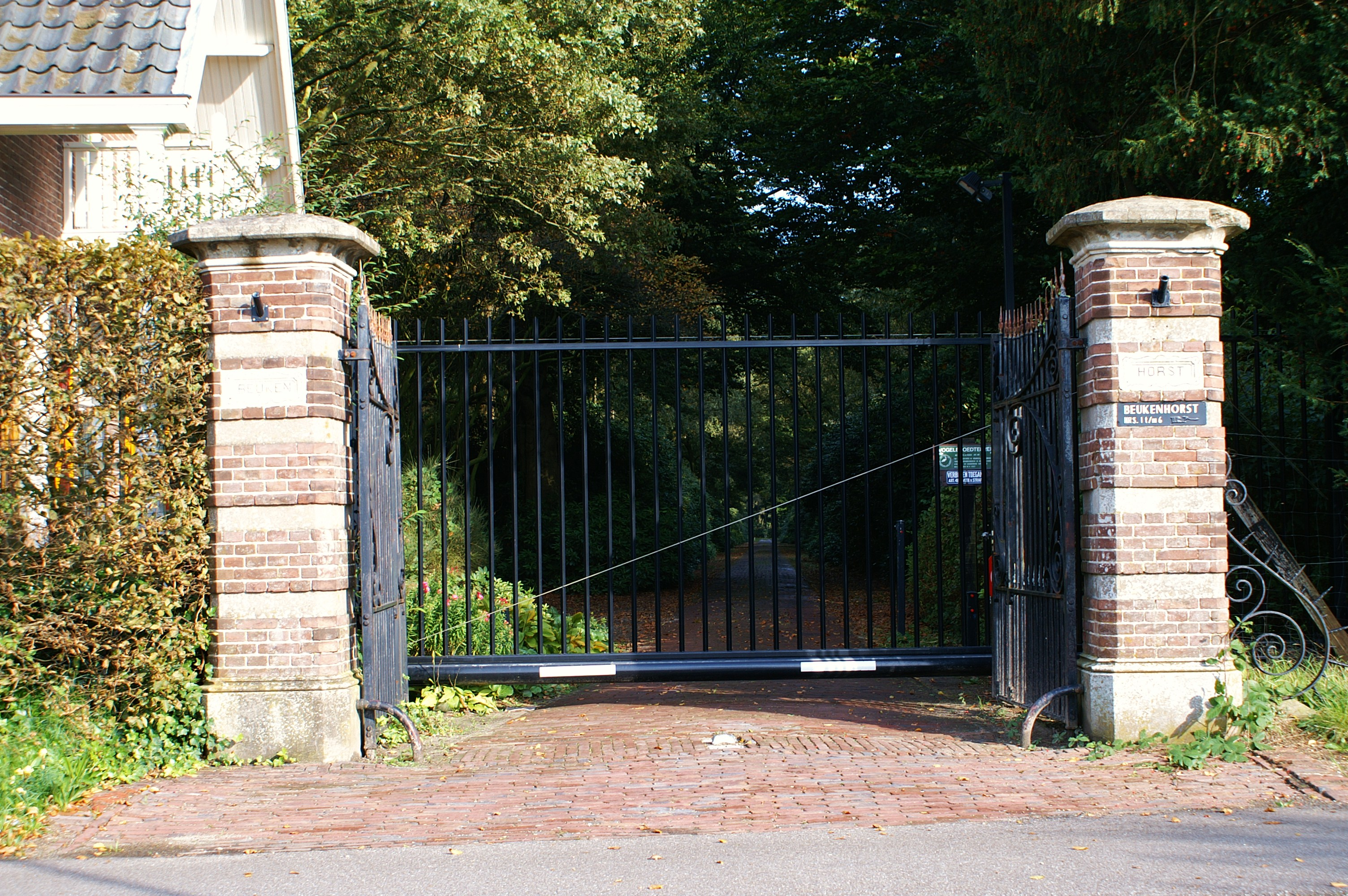
Oude hek bij inrit van Fentener van Vlissingen, nu een rijksmonument.

Beukenhorst is een landgoed en natuurgebied dat zich bevindt tussen Vught en Esch. Het landgoed is in particulier bezit en meet 207 ha.

## Geschiedenis
Dit landgoed is aangelegd op de voormalige Vughtse Heide door Theodoor François van Santvoort, die in 1780 dit gebied kocht en er een landhuis liet bouwen. Het gebied grensde aan zijn bezittingen.
Toen hij in 1818 overleed werd het goed verkocht aan Johanna van Lanschot. Naast het huis was er een koetshuis, een duiventil, boomgaarden en dergelijke. Na haar overlijden in 1859 werd haar neef Henricus van Lanschot de eigenaar. Uit zijn huwelijk met Paulina van der Kun kwamen geen kinderen voort.
Toen beiden overleden waren kwam het goed in bezit van Victor Tilman om in 1915 te worden verkocht aan Frederik Hendrik Fentener van Vlissingen. Deze leefde van 1882-1962 en trouwde in 1905 met Sophia Velthuijs. In 1925 werd het oude landhuis gesloopt en een nieuw landhuis gebouwd in de trant van het voorgaande. Veel bijgebouwen bleven gespaard.
Het landgoed had tijdens de Tweede Wereldoorlog veel te lijden van beschietingen en op 8 maart 1945 werd het landhuis getroffen door een neerstortende V2-raket. Het werd echter in 1950 gerestaureerd.
Vanaf 1976 werd het landgoed door de erfgenamen Fentener van Vlissingen verhuurd. Van 1983-1987 werd het bewoond door Dries van Agt, die toen Commissaris van de Koningin in Noord-Brabant was.

## Natuur
Het landgoed is aangelegd in Engelse landschapsstijl. Er zijn eiken-beukenbossen, waterpartijen en landbouwgronden te vinden. Dalkruid en lelietje-van-dalen behoren tot de flora. Als broedvogels zijn wespendief, boomklever, zwarte specht, kleine bonte specht, grote bonte specht, appelvink, goudvink te noemen.
Het landgoed is niet toegankelijk.